# Asclepiadoideae
Asclepiadoideae es una subfamilia de plantas que antiguamente era considerada una familia, Asclepiadaceae. Ahora es una subfamilia de la familia Apocynaceae. 

## Descripción
Este grupo comprende hierbas perennes, arbustos, lianas, ocasionalmente árboles y algunas suculentas parecidas a cactus con hojas reducidas. Tienen savia blanca. Cuenta con cerca de 348 géneros y 2900 especies.
Las hojas son simples y casi siempre opuestas o verticiladas, están presentes diminutas estípulas.
Las flores son bisexuales, casi siempre actinomorfas y normalmente incluyen una elaborada corona de apéndices nectarios entre la corola y las partes sexuales. El cáliz consta de cinco sépalos distintos que nacen de la misma base. El periantio interior es una corola de cinco simpétalos lobulados. El androceo y gineceo están casi siempre adosados dentro de una ginoteca, con cinco estambres muy modificados y un gran estigma con cinco lóbulos. Las anteras normalmente producen un par de sacos de polen llamados polinia que son transferidos como una unidad durante la polinización. El gineceo consiste en un solo pistilo compuesto de dos casi distintos carpelos que están separados al nivel de los ovarios, y estilos que están unidos solamente por un gran y único  estigma. Los ovarios son distintos casi siempre superiores y cada uno tiene un solo lóculo con numerosos óvulos marginales.

El fruto es un folículo. Las semillas tienen un penacho de pelos en un extremo (vilano) que les sirve para su diseminación.

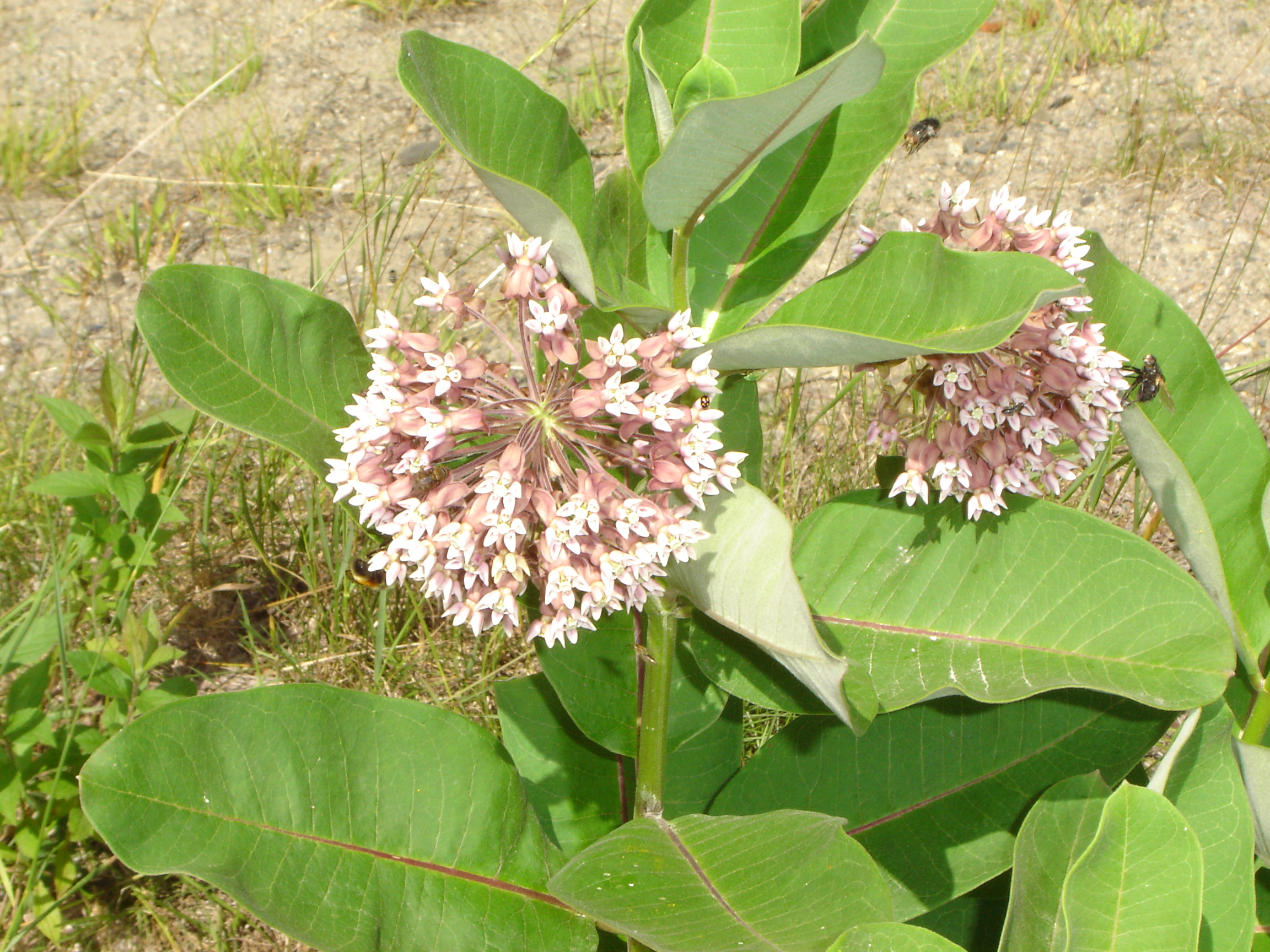
Asclepias syriaca.

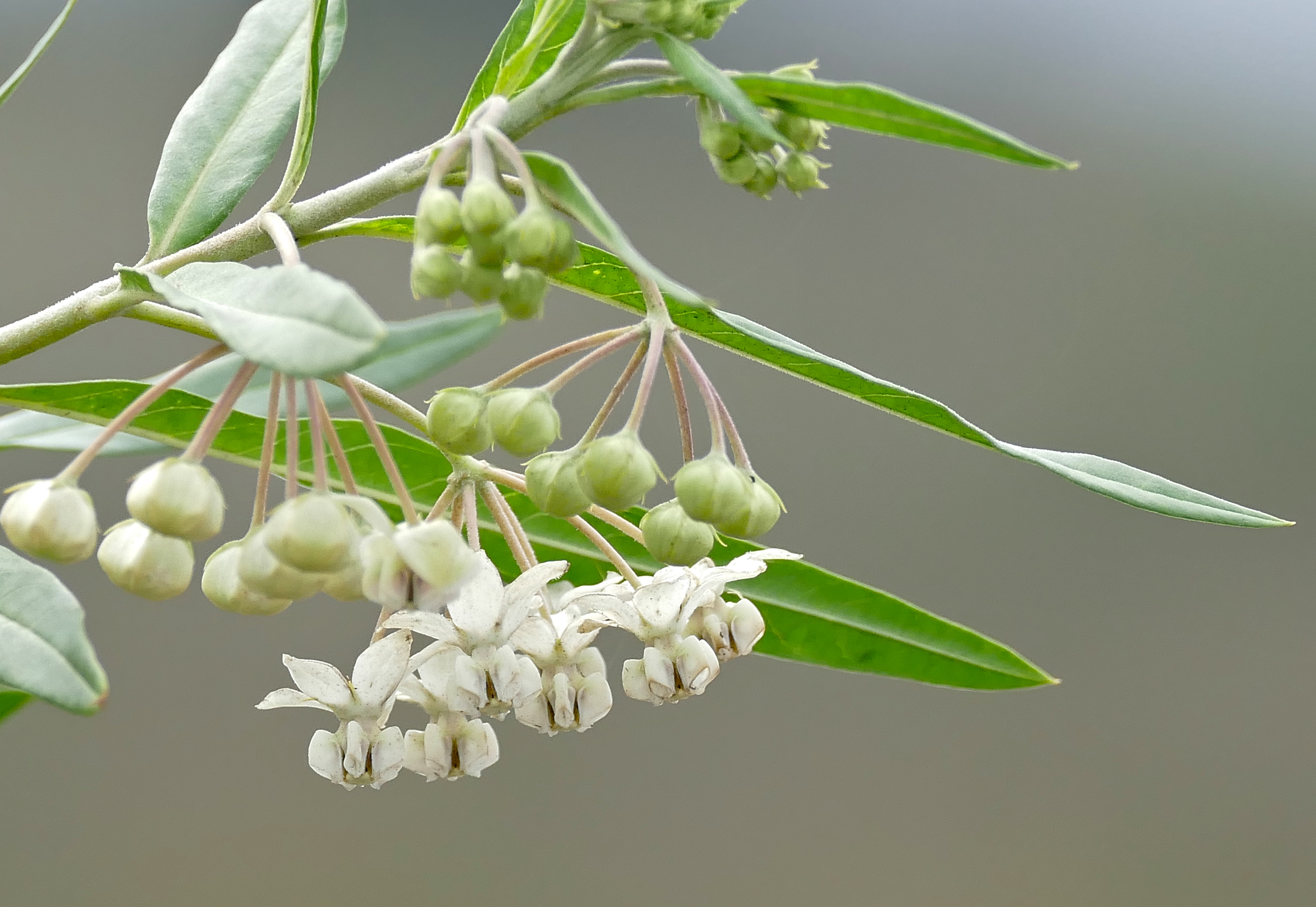
Gomphocarpus physocarpus

### Etimología
Su nombre proviene del género Asclepias, nombre que se refiere al médico griego Esculapio.

### Hábitat y distribución geográfica
Se ubican principalmente en áreas tropicales y subtropicales, en Sudamérica y Norteamérica. Hay algunos representantes de esta familia dentro de la flora macronésica de las islas Canarias.
Mundialmente hay 348 géneros con 2900 especies en 4 tribus. Ver Anexo:géneros de Asclepiadoideae. Un género muy conocido es Asclepias, cuyas especies proporcionan alimento a las mariposas monarcas, género Danaus.

## Tribus
- Asclepiadeae
- Ceropegieae
- Fockeeae
- Marsdenieae

## Géneros
- Absolmsia
- Adelostemma
- Aidomene
- Amblyopetalum
- Amblystigma
- Anatropanthus
- Anisopus
- Anisotoma
- Anomotassa
- Araujia
- Asclepias
- Aspidoglossum
- Astephanus
- Barjonia
- Belostemma
- Biondia
- Blepharodon
- Blyttia
- Brachystelma
- Calotropis
- Campestigma
- Caralluma
- Ceropegia
- Cibirhiza
- Cionura
- Clemensiella
- Conomitra
- Cordylogyne
- Corollonema
- Cosmostigma
- Cyathostelma
- Cynanchum
- Dactylostelma
- Dalzielia
- Decabelone
- Decanema
- Decanemopsis
- Dicarpophora
- Diplolepis
- Diplostigma
- Dischidanthus
- Dischidia
- Ditassa
- Dittoceras
- Dolichopetalum
- Dolichostegia
- Dorystephania
- Dregea
- Duvalia
- Duvaliandra
- Echidnopsis
- Edithcolea
- Emicocarpus
- Emplectanthus
- Eustegia
- Fanninia
- Fischeria
- Fockea
- Folotsia
- Frerea
- Funastrum
- Genianthus
- Glossonema
- Glossostelma
- Gomphocarpus
- Gongronema
- Gonioanthelma
- Goniostemma
- Gonolobus
- Graphistemma
- Gunnessia
- Gymnanthera
- Gymnema
- Gymnemopsis
- Harmandiella
- Hemidesmus
- Hemipogon
- Heterostemma
- Heynella
- Holostemma
- Hoodia
- Hoya
- Hoyella
- Huernia
- Huerniopsis
- Hypolobus
- Ischnostemma
- Jacaima
- Janakia
- Jobinia
- Kanahia
- Kerbera
- Labidostelma
- Lagoa
- Lavrania
- Leichardtia
- Leptadenia
- Lhotzkyella
- Lugonia
- Lygisma
- Macroditassa
- Macropetalum
- Macroscepis
- Mahawoa
- Manothrix
- Margaretta
- Marsdenia
- Matelea
- Melinia
- Meresaldia
- Merrillanthus
- Metaplexis
- Metastelma
- Microdactylon
- Microloma
- Microstelma
- Miraglossum
- Mitostigma
- Morrenia
- Nautonia
- Neoschumannia
- Nephradenia
- Notechidnopsis
- Odontanthera
- Odontostelma
- Oncinema
- Oncostemma
- Ophionella
- Orbea
- Orbeanthus
- Orbeopsis
- Oreosparte
- Orthanthera
- Orthosia
- Oxypetalum
- Oxystelma
- Pachycarpus
- Pachycymbium
- Papuastelma
- Parapodium
- Pectinaria
- Pentabothra
- Pentacyphus
- Pentarrhinum
- Pentasachme
- Pentastelma
- Pentatropis
- Peplonia
- Pergularia
- Periglossum
- Petalostelma
- Petopentia
- Pherotrichis
- Piaranthus
- Pleurostelma
- Podandra
- Podostelma
- Pseudolithos
- Ptycanthera
- Pycnorhachis
- Quaqua
- Quisumbingia
- Raphionacme
- Raphistemma
- Rhyncharrhena
- Rhynchostigma
- Rhyssolobium
- Rhyssostelma
- Rhytidocaulon
- Riocreuxia
- Rojasia
- Sarcolobus
- Sarcostemma
- Schistogyne
- Schistonema
- Schizoglossum
- Schubertia
- Scyphostelma
- Secamone
- Secamonopsis
- Seshagiria
- Seutera
- Sisyranthus
- Solenostemma
- Sphaerocodon
- Spirella
- Stapelia
- Stapelianthus
- Stapeliopsis
- Stathmostelma
- Steleostemma
- Stelmagonum
- Stelmatocodon
- Stenomeria
- Stenostelma
- Stigmatorhynchus
- Strobopetalum
- Stuckertia
- Swynnertonia
- Tassadia
- Tavaresia
- Telminostelma
- Telosma
- Tenaris
- Tetracustelma
- Tetraphysa
- Thozetia
- Toxocarpus
- Treutlera
- Trichocaulon
- Trichosacme
- Trichosandra
- Tridentea
- Tromotriche
- Tweedia
- Tylophora
- Tylophoropsis
- Vailia
- Vincetoxicopsis
- Vincetoxicum
- Voharanga
- Vohemaria
- White-Sloanea
- Widgrenia
- Woodia
- Xysmalobium